# Capela de São Sebastião (Ponta do Sol)
A Capela de São Sebastião situa-se na vila da Ponta do Sol, ilha da Madeira.
Esta pequena capela foi provavelmente construída no século XVII e reconstruída no século XVIII. Devido ao seu estado de degradação procedeu-se, de novo, nos anos sessenta do século XX, a diversas obras de recuperação.
A fachada da ermida é rasgada por um portal de gramática maneirista em cantaria rija regional.